# Кузьмин, Валентин Сергеевич
Валентин Сергеевич Кузьмин (1921—1957) — подполковник Советской Армии, участник Великой Отечественной войны, Герой Советского Союза (1945).

## Биография
Валентин Кузьмин родился 5 декабря 1921 года в селе Спасское (ныне — Мценский район Орловской области). Окончил десять классов школы в Сталино. В 1940 году Кузьмин был призван на службу в Рабоче-крестьянскую Красную Армию. В 1942 году он окончил Тамбовскую военную авиационную школу пилотов. С июня 1943 года — на фронтах Великой Отечественной войны.
К апрелю 1945 года старший лейтенант Валентин Кузьмин командовал эскадрильей 949-го штурмового авиаполка 211-й штурмовой авиадивизии 3-й воздушной армии 3-го Белорусского фронта. К тому времени он совершил 115 боевых вылетов на штурмовку скоплений боевой техники и живой силы противника, его важных объектов, нанеся ему большие потери, лично сбил 3 вражеских самолёта, ещё 4 сбил в составе группы.
Указом Президиума Верховного Совета СССР от 29 июня 1945 года за «образцовое выполнение боевых заданий командования на фронте борьбы с немецкими захватчиками и проявленные при этом мужество и героизм» старший лейтенант Валентин Кузьмин был удостоен высокого звания Героя Советского Союза с вручением ордена Ленина и медали «Золотая Звезда» за номером 6346.
После окончания войны Кузьмин продолжил службу в Советской Армии. В 1953 году он окончил Военно-воздушную академию. Трагически погиб в авиационной катастрофе 7 февраля 1957 года, похоронен на городском кладбище города Шымкент в Казахстане.
Был также награждён тремя орденами Красного Знамени, орденами Александра Невского и Отечественной войны 1-й степени, рядом медалей. Навечно зачислен в списки личного состава воинской части.